# The Big Call
The Big Call (巨额来电S, Jù é lái diànP), noto anche con il titolo internazionale Fraud Squad, è un film del 2017 diretto da Oxide Pang.

## Trama
La giovane agente Xu Xiaotu viene inviata sotto copertura nell'organizzazione del criminale e truffatore Lin Ah-hai, con lo scopo di arrestarlo; collabora con la ragazza anche Ding Xiaotian, ambizioso poliziotto che desidera una promozione.

## Distribuzione
In Cina, la pellicola è stata distribuita a partire dall'8 dicembre 2017.